# Rajd Grecji 1993
Rajd Akropolu 1993 - Rajd Grecji (40. Acropolis Rally) – 40 Rajd Grecji rozgrywany w Grecji w dniach 29 maja-2 czerwca. Była to szósta runda Rajdowych mistrzostw świata w roku 1993. Rajd został rozegrany na nawierzchni szutrowej. Baza imprezy była zlokalizowana w mieście Ateny.

## Wyniki końcowe rajdu
| Msc.                   | Kierowca                 | Pilot                  | Samochód                   | Czas                   | Strata                 | Grupa                  | Punkty                 |
| Klasyfikacja generalna | Klasyfikacja generalna   | Klasyfikacja generalna | Klasyfikacja generalna     | Klasyfikacja generalna | Klasyfikacja generalna | Klasyfikacja generalna | Klasyfikacja generalna |
| ---------------------- | ------------------------ | ---------------------- | -------------------------- | ---------------------- | ---------------------- | ---------------------- | ---------------------- |
| 1                      | Miki Biasion             | Tiziano Siviero        | Ford Escort RS Cosworth    | 6:54.35                | 0.0                    | A8 M                   | 20                     |
| 2.                     | Carlos Sainz             | Luis Moya              | Lancia Delta HF Integrale  | 6:55.48                | +1.13                  | A8 M                   | 15                     |
| 3.                     | Armin Schwarz            | Nicky Grist            | Mitsubishi Lancer RS       | 6:57.19                | +2.44                  | A8 M                   | 12                     |
| 4.                     | Andrea Aghini            | Sauro Farnocchia       | Lancia Delta HF Integrale  | 7:00.15                | +5.40                  | A8 M                   | 10                     |
| 5.                     | Gustavo Trelles          | Jorge del Buono        | Lancia Delta HF Integrale  | 7:02.39                | +8.04                  | A8                     | 8                      |
| 6.                     | Tommi Mäkinen            | Seppo Harjanne         | Lancia Delta HF Integrale  | 7:02.44                | +8.09                  | A8                     | 6                      |
| 7.                     | Alex Fiorio              | Vittorio Brambilla     | Lancia Delta HF Integrale  | 7:23.44                | +29.09                 | A8                     | 4                      |
| 8.                     | Kóstas Apostolou         | Mihalis Kriadis        | Lancia Delta Integrale 16v | 7:39.00                | +44.25                 | A8                     | 3                      |
| 9.                     | Níkos Tsadaris           | Elias Kafaoglou        | Lancia Delta HF Integrale  | 7:39.45                | +45.10                 | A8                     | 2                      |
| 10.                    | Alex Fassina             | Luigi Pirollo          | Mazda 323 GTR              | 8:08.04                | +1:13.29               | N4                     | 1                      |
| PWRC                   |                          |                        |                            |                        |                        |                        |                        |
| 1 (10).                | Alex Fassina             | Luigi Pirollo          | Mazda 323 GTR              | 8:08.04                | -                      | N4                     | ?                      |
| 2L WRC                 |                          |                        |                            |                        |                        |                        |                        |
| 1 (11).                | Emil Triner              | Jiří Klíma             | Škoda Favorit 136 L        | 8:10:11                | -                      | A5 2L                  | ?                      |
| 2 (11).                | Sergey Alyasov           | Aleksandr Levitan      | Lada Samara 21083          | 8:11:04                | +0:53                  | A6 2L                  | ?                      |
| 3 (15).                | Alexandros Maniatopoulos | Maria Pavli-Korre      | Renault Clio Williams      | 8:25:20                | +15:09                 | A7 2L                  | ?                      |

1. ↑  Litera M przy oznaczeniu grupy do której należy samochód oznacza, iż tylko ci kierowcy z grupy A zdobywali punkty dla swoich zespołów liczonych w klasyfikacji producentów na koniec sezonu.

## Klasyfikacja po 6 rundach
Tabele przedstawiają tylko pięć pierwszych miejsc.

### Kierowcy
| Lp. | Kierowca          | Pkt |
| --- | ----------------- | --- |
| 1   | Francois Delecour | 55  |
| 2   | Massimo Biasion   | 51  |
| 3   | Juha Kankkunen    | 43  |
| 4   | Didier Auriol     | 35  |
| 5   | Markku Alén       | 25  |

### Producenci
| Lp. | Producent  | Pkt |
| --- | ---------- | --- |
| 1   | Toyota     | 77  |
| 2   | Ford       | 77  |
| 3   | Mitsubishi | 47  |
| 4   | Lancia     | 43  |
| 5   | Subaru     | 36  |